# Cisallament del vent

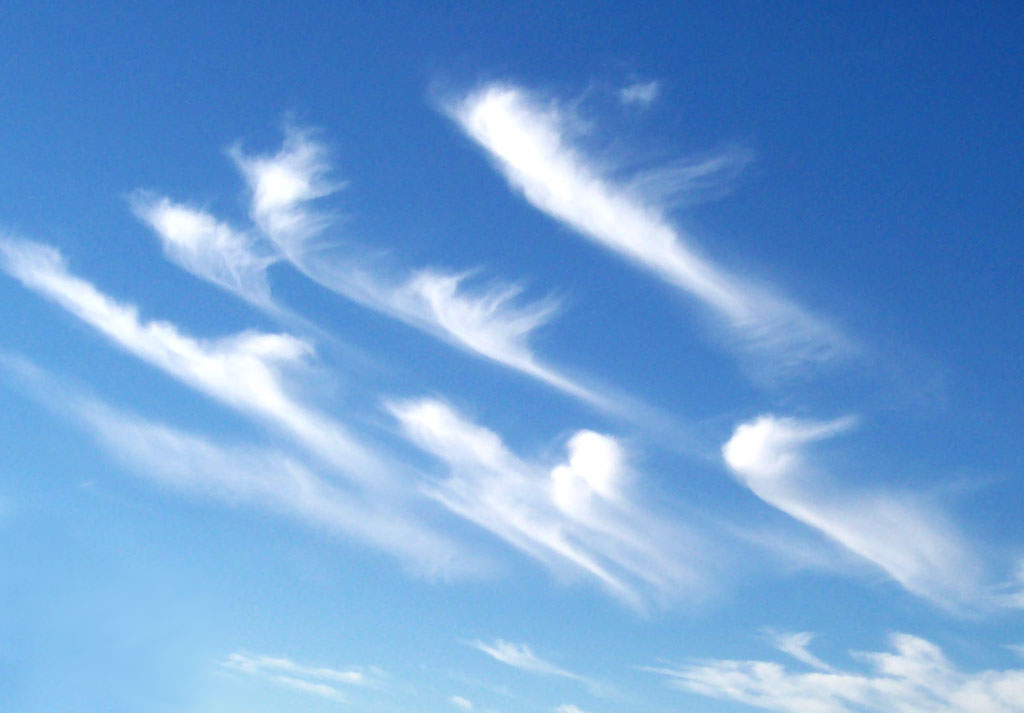
Núvols de tipus cirrus afectats pel cisallament del vent.

El cisallament del vent és un fenomen de micrometeorologia que descriu una diferència de velocitat o de direcció del vent a distància relativament curta. El cisallament pot ser horitzontal (diferència de velocitat entre punts fixos a terra, a qualsevol altitud) o vertical (entre dues altituds diferents). Es pot presentar a alta i baixa altitud. Sovint té una relació amb fortes inversions tèrmiques o gradients de densitat. És un fenomen que acompanya les tempestats.
Dificulta les operacions d'aterratge i enlairament en l'aviació. Igualment pot ser causat per obstruccions a terra (edificis o obstruccions naturals) i malgestionat pot crear problemes d'habitabilitat d'urbanitzacions noves a les zones per a vianants.
El cisallament pot contenir un risc per a l'aviació en cas que un aeroport es trobi prop de muntanyes altes, i també en cas que un núvol de tempesta (cumulonimbe) existeixi a proximitat de la pista. Els corrents ascendents i descendents i els cisallaments (línia horitzontal dels components verticals de la velocitat del vent) associats amb aquestes tempestats, formen microexplosions intenses i vents descendents que poden ocasionar la pèrdua del suport dels avions durant les operacions d'aterratge i enlairament.

## Causes
El cisallament del vent pot tenir lloc per fronts meteorològics, associat amb corrents en jet a un nivell superior o a un nivell inferior, en muntanyes, inversió tèrmica o esclafits.
En fronts meteorològics s'observa un cisallament significatiu quan la diferència de temperatura a través del front és de 5 °C o més, i el front es mou a 15 m/s o més ràpid. Com que els fronts són fenòmens tridimensionals, el cisallament frontal es pot observar a qualsevol altitud entre la superfície i la tropopausa i, per tant, es pot veure tant horitzontalment com verticalment. La cisalla vertical del vent per sobre dels fronts càlids és més una preocupació per l'aviació que a prop i darrere dels fronts freds a causa de la seva major durada. Associat amb corrents en jet a un nivell superior hi ha un fenomen conegut com a turbulència d'aire clar, causat per una cisalla del vent vertical i horitzontal connectada al gradient de vent a la vora dels corrents en jet. És més fort al costat de cisalla anticiclònica del jet, normalment al costat o just per sota de l'eix del jet. Quan un corrent en jet nocturn de baix nivell es forma durant la nit sobre la superfície de la Terra davant d'un front fred, es pot desenvolupar una cisalla del vent vertical de baix nivell a prop de la part inferior del jet de baix nivell. Això també es coneix com a cisalla del vent no convectiva, ja que no es deu a tempestes properes. Quan en una nit clara i tranquil·la, es forma una inversió tèrmica de radiació prop del terra, la fricció no afecta el vent per sobre de la part superior de la capa d'inversió. El canvi de vent pot ser de 90 graus de direcció i 21 m/s de velocitat. Fins i tot es pot observar un raig de baix nivell nocturn (durant la nit). Acostuma a ser més fort cap a la sortida del sol. Les diferències de densitat causen problemes addicionals a l'aviació. En un esclafit, quan es forma un límit de sortida a causa d'una capa poc profunda d'aire refrigerat per la pluja que s'estén prop del nivell del sòl des de la tempesta principal, tant la velocitat com la cisalla direccional del vent poden produir-se a la vora principal del límit tridimensional, i com més fort sigui el límit de sortida, més forta serà la cisalla vertical del vent resultant.